# Devan (película)
Devan es una película hindú de 2002 dirigida por Arun Pandian y protagonizada por Arun Pandian, Karthik y Loualya. Fue el debut como director de Aruna Pandian y también su 100.ª película.

## Argumento
Un hombre llamado Alex Devan asesina a sangre fría al fotógrafo Jeeva en su casa. Sabiendo lo que iba a ocurrir, Jeeva coloca estratégicamente una cámara de video para capturar el asesinato inminente, pero Devan nunca aparece en ella y cuando Jeeva grita el nombre de su asesino antes de morir, el audio de la cámara se pierde en ese momento.
Posteriormente, mientras la policía busca al asesino, Devan se centra en Chetta como su próximo objetivo. Para ello sigue a Chetta a Chandigarh, pero es detenido por el oficial de la CBI Ratnavel. Sin embargo, una vez que Ratnavel se da cuenta de la verdadera naturaleza de Chetta, comienza a ayudar a Devan hata el punto de incluso contrataar al exitoso abogado Chakravarthy para que luche por él. El flashback muestra que la hermana de Devan fue asesinada por Chetta y Devan quiere por ello vengar la muerte de su hermana. En el clímax, el villano es asesinado.

## Reparto
| Actor        | Personaje                    |
| ------------ | ---------------------------- |
| Arun Pandian | Alex Devan                   |
| Karthik      | Abogado Chakravarthy         |
| Kousalya     | Jacqueline, hermana de Devan |
| Meena        | Uma                          |
| Pandu        | Kaalimuthu                   |
| RajeshB.     | Junior Artiste               |
| Mohan Raman  | Abogado                      |
| Ajay Ratnam  | Agente de policía            |

## Producción
La película fue filmada en Chandigarh, Kakinada y Chennai. También cabe destacar, que en Kakinada se utilizaron 3.000 tractores y 50 autobuses para una escena y que se rodó una emocionante persecución con 200 camellos y una secuencia de acción entre Sai Kumar y Arun Pandian en los puertos de Chennai y Kakinada, durante más de una semana.

## Recepción
Hoy en día la película ha sido valorada en portales cinematográficos. En IMDb, por ejemplo, el filme obtiene una media ponderada de 6,8 sobre 10 entre los 53 usuarios registrados allí.